# Национальная лига головоломок
Национальная лига головоломок (англ. National Puzzlers' League (NPL)) — это американская некоммерческая организация, деятельность которой направлена на удовлетворение потребностей участников в решении различных головоломок, основанных, прежде всего на игре слов и лингвистике (кроссворды, криптограммы и пр.). Основанная в 1883 году, она, таким образом, является старейшей такого рода организацией в мире.

## История
4 июля 1883 года двадцать восемь любителей головоломок, в основном молодых людей, встретились в Пифагорском зале в Нью-Йорке и основали «Лигу восточных головоломок». В 1920 году организация была переименована в современное название и в таком виде просуществовала до наших дней.
Официальная издательская деятельность Лиги начиналось со сборника «The Eastern Enigma» (Восточная загадка). Вначале сборник содержал лишь несколько головоломок, кроме этого публиковал сообщения о решении трудных вопросов, а так же стихи и пародии, составленные участниками, обсуждения по таким (спорным) темам как употребление устаревших слов, эзотерика и новые типы головоломок.
После смены наименования организации журнал получил название «The Enigma» и продолжает издаваться ежемесячно. В настоящее время тираж возрос до 1200 экз.
«Звёздным часом» для Лиги стали 1920-е и 1930-е годы, когда Лига объявила свой лозунг: «Национальное интеллектуальное времяпрепровождение Америки». В 1935 году на ежегодном собрании Лиги президент Эверетт М. Смит сообщил изобретенное им слово: Pneumonoultramicroscopicsilicovolcanoconiosis . Двухгодичные совещания широко освещались крупными газетами и новостными агентствами. Во время Второй мировой войны несколько членов Лиги трудилось в Службе разведки сигналов («Signal Intelligence Service») — подразделении службы криптоанализа армии США.

В 1960-е годы количество членов Лиги существенно уменьшилось. Однако благодаря рекламным усилиям Дмитрия Боргмана, Росса Эклера и других Лига возродилась уже с учетом современных форм и принципов построения головоломок. Многие из ведущих создателей головоломок и конструкторов в Америке являются членами Лиги. Автор и член Лиги Уиллард Эспи как-то выразился: 
Я немного волнуюсь, когда беседую о головоломках в этом обществе, — это как разговаривать о религии с Богом.

## Членство
Каждый участник Лиги обычно выбирает себе псевдоним, который используется при общении с коллегами. Использование псевдонимов часто применялось составителями кроссвордов, первоначально это облегчало процесс публикации по социальным соображениям. Например, псевдоним «WILLz» историка и директора ежегодного совещания Уилла Шорца является сокращением его имени: «Will» + «короткое Z».
Участники Лиги известны коллективно как «Krewe» и индивидуально как «Krewepersons», «Krewemembers» или «NPLers». По состоянию на 2018 год у организации было приблизительно 700 участников, из которых приблизительно 200 принимают участие в ежегодных совещаниях.

## Издательская деятельность
Официальным изданием Лиги является «The Enigma», которая выпускается ежемесячно и распределяется среди участников Лиги. Сборник публикует оригинальные головоломки (криптограммы, кроссворды и пр.), а также содержит различного рода объявления, статьи, списки участников, сведения об их интересах.

## Ежегодные совещания
Ежегодно, обычно в июле, Лига проводит так называемые «Конвенции» (совещания). Местоположение варьируется, но обычно выбираются крупные североамериканские города. Традиционно, название Совещания зависит от места его проведения: «BeaCon» для Бостона (Массачусетс); «SiLiCon» для Солт-Лейк-Сити; «ConTex» для Остина (Техас); «OreCon» для Портленда (Орегон).